# 맥스 클리랜드
조셉 맥스웰 클리랜드(Joseph Maxwell Cleland, 1942년 8월 24일 ~ 2021년 11월 9일)는 미국의 정치인이다.

## 학력
- 리도니아 고등학교
- 스테츤 대학교 인문사회 학사
- 에모리 대학교 인문사회 석사

## 경력
- 1967 베트남 전쟁 자원
- 1968 미 육군 복무 대위 진급
- 1971.01 ~ 1975.01 제131·132대 조지아 제55선거구 상원의원
- 1975 미국 재향군인위원회 근무
- 1977.01 ~ 1981.01 제10대 미국 재향군인회 관리국장
- 1983.01 ~ 1996.01 제23대 조지아 주무장관
- 1997.01 ~ 2003.01 제105·106·107대 미국 조지아 연방상원의원
- 2003.12 ~ 2007.01 미국 수출입 은행 이사회 위원
- 2009.06 ~ 2017.01 미국 전투 기념물 위원회 비서관

## 역대 선거 결과
| 선거명      | 직책명                   | 대수  | 정당   | 득표율  | 득표수      | 결과 | 당락                   |
| ----------- | ------------------------ | ----- | ------ | ------- | ----------- | ---- | ---------------------- |
| 1970년 선거 | 상원의원 (조지아 제55부) | 131대 | 민주당 | 56.66%  | 11,227표    | 1위  | 조지아 주의원 당선     |
| 1972년 선거 | 상원의원 (조지아 제55부) | 132대 | 민주당 | 53.73%  | 12,188표    | 1위  | 조지아 주의원 당선     |
| 1982년 선거 | 조지아 주무장관          | 23대  | 민주당 | 80.39%  | 860,266표   | 1위  | 조지아주 주무장관 당선 |
| 1986년 선거 | 조지아 주무장관          | 23대  | 민주당 | 100.00% | 881,313표   | 1위  | 조지아주 주무장관 당선 |
| 1990년 선거 | 조지아 주무장관          | 23대  | 민주당 | 100.00% | 1,061,341표 | 1위  | 조지아주 주무장관 당선 |
| 1994년 선거 | 조지아 주무장관          | 23대  | 민주당 | 70.13%  | 1,041,928표 | 1위  | 조지아주 주무장관 당선 |
| 1996년 선거 | 상원의원 (조지아 제2부)  | 105대 | 민주당 | 48.87%  | 1,103,993표 | 1위  | 조지아주 상원의원 당선 |
| 2002년 선거 | 상원의원 (조지아 제2부)  | 108대 | 민주당 | 45.90%  | 931,857표   | 2위  | 낙선                   |